# Iron Man (série télévisée d'animation, 1994)
Pour les articles homonymes, voir Iron Man.
X-Men Les Quatre Fantastiques
Iron Man (Iron Man: The Animated Series) est une série télévisée d'animation américaine en 26 épisodes de 26 minutes, inspirée par les comics Iron Man créés par Stan Lee, Larry Lieber, Don Heck, Jack Kirby et Steve Ditko en 1963. Diffusée en syndication entre le 24 septembre 1994 et le 24 février 1996, cette série a été diffusée en parallèle avec une autre série d’animation Marvel, Les Quatre Fantastiques, dans le cadre de The Marvel Action Hour. Chaque épisode de chaque série durait une demi-heure. C'est la seconde série du Marvel Animated Universe (MAU).
Après la sortie du film Iron Man en 2008, la série a été rediffusée sur Toon Disney dans le cadre de Jetix. Malgré sa courte durée de deux saisons, la série a connu une transformation significative entre les deux saisons, notamment en raison d’un changement de studio de production. Ce changement a entraîné une modification profonde de la série, au point que les deux saisons semblent presque appartenir à deux séries différentes.

## Synopsis
Sous le nom d'Iron Man, Tony Stark dirige son équipe privée de super-héros contre les forces du mal.

## Fiche technique
Sauf indication contraire, les informations mentionnées dans cette section peuvent être confirmées par la base de données cinématographiques IMDb,  présente dans la section « Liens externes ».
- Titre original : Iron Man : The Animated Series
- Titre français : Iron Man
- Réalisation : Richard Trueblood, Bob Arkwright, Dan Thompson
- Musique : Keith Emerson (1994-1995) et  William Kevin Anderson (1995-1996)
- Production : Avi Arad, Stan Lee
- Sociétés de production : Marvel Entertainment, Marvel Films, Rainbow Animation, Koko Enterprises

## Voix

### Voix originales
- Robert Hays – Iron Man / Tony Stark, Living Laser
- James Avery – War Machine / James Rhodes (Saison 1, épisodes 1–5), Whirlwind (Saison 1, épisodes 1–10), Blacklash (1994–1995)
- Ed Gilbert – Mandarin (Saison 1), Grey Gargoyle, Ultimo
- Robert Ito – Mandarin (Saison 2)
- Jim Cummings – MODOK, Century (Saison 2, épisode 1)
- Dorian Harewood – War Machine / James Rhodes (Saison 1, épisode 6), Whirlwind (Saison 1, épisode 11), Blacklash (1995–1996), Stilt-Man
- John Reilly – Hawkeye / Clint Barton, Scarabée
- Katherine Moffat – Scarlet Witch / Wanda Maximoff (Saison 1), Rachel Carpenter
- Linda Holdahl – Hypnotia (Saison 1)
- Jennifer Darling – Scarlet Witch / Wanda Maximoff (Saison 2), Hypnotia (Saison 2)
- Casey Defranco – Spider-Man / Julia Carpenter (Saison 1)
- Jennifer Hale – Spider-Man / Julia Carpenter (Saison 2)
- James Warwick – Century (Saison 1), Sam Jaggers, General Hirsch
- Tom Kane – H.O.M.E.R., Century (Saison 2, épisode 12 et 13), Stingray, Sunturion
- Philip Abbott – Nick Fury
- Neil Dickson – Dreadknight
- Linda Holdahl – Hypnotia (Saison 1)
- Chuck McCann – Blizzard
- Neil Ross – Fin Fang Foom, Wellington Yinsen, Howard Stark (Saison 1), Blizzard (Saison 2, épisode 1)
- Tony Steedman – Justin Hammer (Saison 1)
- Efrem Zimbalist Jr. – Justin Hammer (Saison 2), Firepower
- Dimitra Aryls – Martha Stark
- Sarah Douglas – Alana Ulanova
- Jeannie Elias – Veronica Benning
- Matt Frewer – Leader
- William Hootkins – Dynamo Pourpre (première apparition)
- Jamie Horton – Contrôleur, Ghost
- Julia Kato – Dr. Su-Yin
- Todd Louiso – The Hacker
- Gerard Maguire – Titanium Man
- Neal McDonough – Firebrand / Gary Gilbert
- Ron Perlman – Hulk / Bruce Banner
- Peter Renaday – Howard Stark (Saison 2)
- Stu Rosen – Dynamo Pourpre (seconde apparition)
- Marla Rubinoff – Elastika
- W. Morgan Sheppard – Dum Dum Dugan
- Scott Valentine – Dark Aegis
- David Warner – Arthur Dearborn
- Lisa Zane – Madame Masque

## Épisodes

### Saison 1
La première saison de la série animée Iron Man est centrée sur le combat entre le bien et le mal, avec Tony Stark et le Mandarin. La série, qui ne comporte pas d’adaptations d’histoires de bandes dessinées, mais plutôt des histoires originales, est principalement composée d’épisodes indépendants, avec quelques histoires en deux parties.
1. Les zombies de la mer (And the Sea Shall Give Up Its Dead)
2. L'ordre ou le chaos (Rejoice! I Am Ultimo, Thy Deliverer)
3. Faiblesse fatale (Data In, Chaos Out)
4. Un appareil terrible (Silence My Companion, Death My Destination)
5. Le réveil d'Ultimo (The Grim Reaper Wears a Teflon Coat)
6. Ami ou ennemi (Enemy Without, Enemy Within)
7. L'origine du Mandarin (The Origin of the Mandarin)
8. Une défection surprenante (The Defection of Hawkeye)
9. Iron man contre son double - 1ère partie (Iron Man to the Second Power, Part 1)
10. Iron man contre son double - 2ème partie (Iron Man to the Second Power, Part 2)
11. L'origine d'Iron Man - 1ère partie (The Origin of Iron Man, Part 1)
12. L'origine d'Iron Man - 2ème partie (The Origin of Iron Man, Part 2)
13. Le mariage d'Iron Man (The Wedding of Iron Man)

### Saison 2
La deuxième saison de Iron Man a apporté de nombreux changements, notamment un nouveau studio d’animation, Koko Enterprises succède à Rainbow Animation Group, et de nouveaux scénaristes, Tom Tataranowicz remplace Ron Friedman. Les intrigues sont devenues interconnectées. Le Mandarin, bien que toujours présent, n’est plus le centre des histoires, ses pouvoirs ayant été épuisés et ses anneaux dispersés. Dans le final de la série, le Mandarin, ayant récupéré tous ses anneaux, est finalement vaincu par Iron Man. En raison de faibles audiences, la série a été annulée après la deuxième saison.
1. Échecs aux dragons (The Beast Within)
2. L'eau et le feu (Fire and Rain)
3. La prison de feu (Cell of Iron)
4. Un espoir déçu (Not Far From the Tree)
5. La beauté n'a pas de prix (Beauty Knows No Pain)
6. Intervention interne (Iron Man, On the Inside)
7. Des liens lointains (TDistant Boundaries)
8. Une guerre très froide - 1ère partie (The Armor Wars, Part 1)
9. Une guerre très froide - 2ème partie (The Armor Wars, Part 2)
10. Impuissance (Empowered)
11. Rencontre avec Hulk (Hulk Buster)
12. Les mains du Mandarin - 1ère partie (Hands of the Mandarin, Part 1)
13. Les mains du Mandarin - 2ème partie (Hands of the Mandarin, Part 2)

## Crossovers
Dans l'univers des séries animées Marvel des années 90, plusieurs crossovers ont permis de tisser des liens entre les différentes séries. Ainsi, les séries X-Men: The Animated Series, Spider-Man: The Animated Series, Fantastic Four: The Animated Series, The Incredible Hulk: The Animated Series et X-Men '97 se déroulent toutes dans le même univers. Ces crossovers ont permis d'élargir l'univers de chaque série individuelle et de renforcer les liens entre les différents personnages de l'univers Marvel.
- L'Incroyable Hulk : Dans l'épisode "Helping Hand, Iron Fist" (Saison 1, Épisode 4, "Le Meilleur et le Pire"), Dorian Harewood reprend son rôle de War Machine de la série animée Iron Man.
- Spider-Man The Animated Series : Iron Man est à nouveau interprété par Robert Hays et une version différente de War Machine est interprétée par James Avery. Ils apparaissent pour la première fois dans les épisodes "Venom Returns" (Saison 3, Épisode 10, "Le Retour de Venom") et "Carnage" (Saison 3, Épisode 11, "Carnage"). Tony Stark fait également une apparition dans l'épisode intitulé "The Spot" (Saison 3, Épisode 12, "Les Trous noirs"). Iron Man apparaît ensuite dans l'épisode en trois parties "Secret Wars" (Saison 5, Épisode 9, 10 et 11, "Les Guerres secrètes")[6].
- Fantastic Four: The Animated Series : Iron Man fait plusieurs caméos dans la série animée Fantastic Four. Bien qu'il ne parle jamais, Iron Man apparaît dans quelques épisodes, dont les épisodes de la saison 2 "To Battle the Living Planet" (Saison 2, Épisode 6, "Galactus contre Ego") et "Doomsday" (Saison 2, Épisode 13, "La terreur en marche").